# Tuștea, Hunedoara
Tuștea este un sat în comuna General Berthelot din județul Hunedoara, Transilvania, România.

## Obiective turistice
Pe teritoriul satului Tuștea se află rezervația Geoparcul Dinozaurilor „Țara Hațegului”, importantă datorită depozitelor continentale din Cretacicul Superior care aflorează aici și în care s-au găsit vestigii din Paleofauna reptiliană Tuștea (ouă, oase și embrioni de dinozauri pitici).
În anul 2005, din situl paleontologic Tuștea au fost furate trei ouă de dinozauri pitici, unice in lume. Acestea au fost descoperite în Italia, unde fuseseră traficate ilegal și au fost predate, în noiembrie 2011, autorităților române.

## Imagini

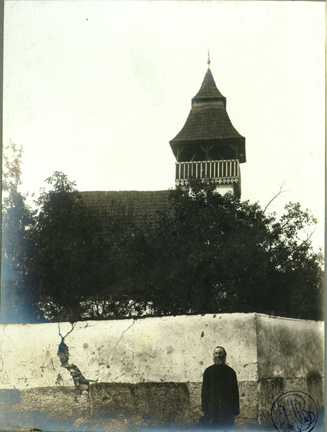
Biserica greco-catolică (cca. 1900 - 1920)
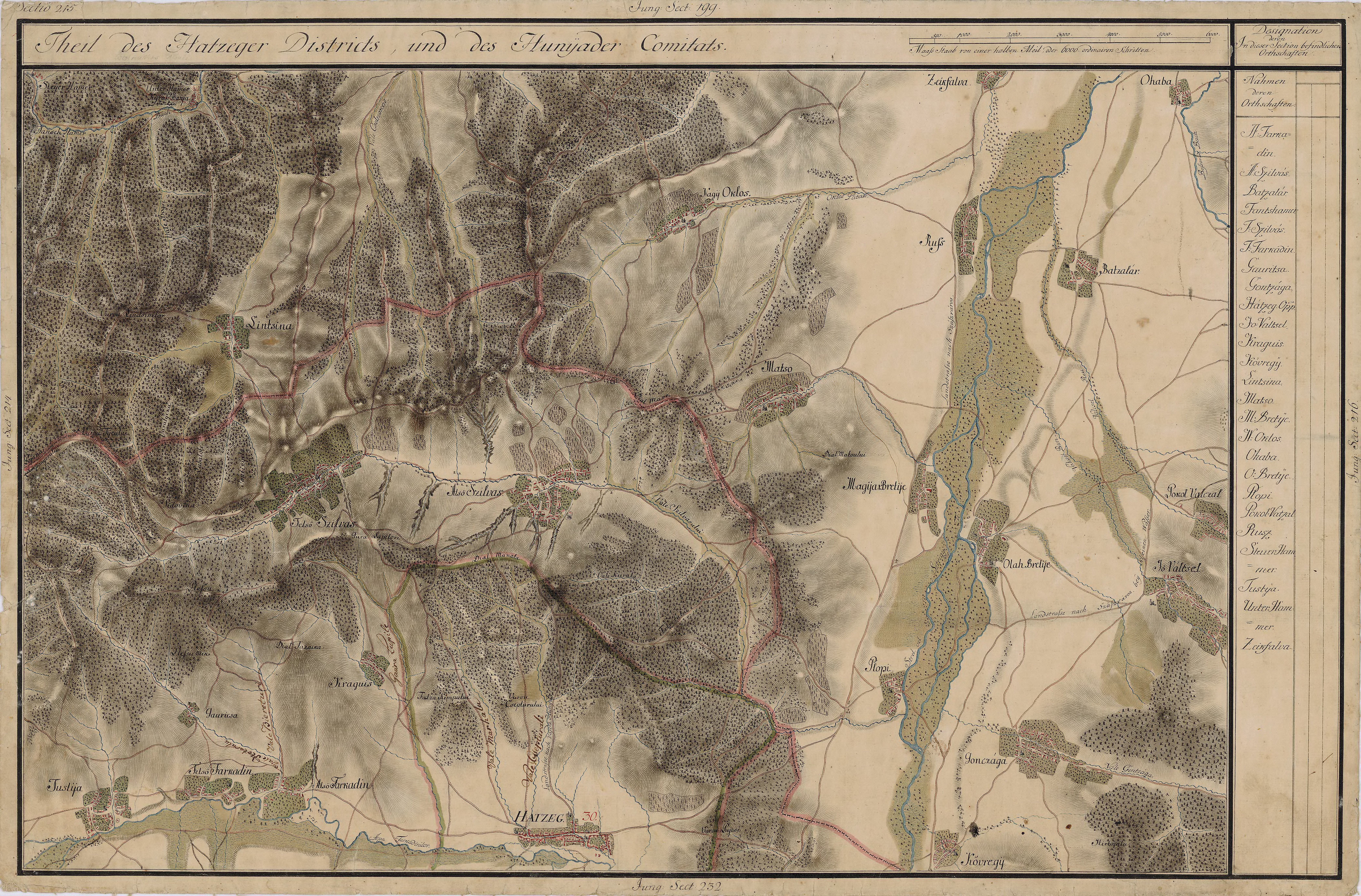
Tuștea în Harta Iosefină a Transilvaniei, 1769-1773